# Scopula timboënsis
Scopula timboënsis är en fjärilsart som beskrevs av Louis Beethoven Prout 1938. Scopula timboënsis ingår i släktet Scopula och familjen mätare. Inga underarter finns listade.